# Neshka Gueorguieva
Neshka Gueorguieva (en búlgaro, Нешка Георгиева) es una ex gimnasta rítmica búlgara.

## Trayectoria
Su competición más destacada fue la del campeonato del mundo de La Habana de 1971, donde logró una medalla de plata en la final de cuerda, al acabar solo por detrás de su compatriota María Gigova y otra de bronce en la de aro, además de terminar en quinto lugar del concurso completo individual.